# رنه اوکل
رنه اوکل (انگلیسی: René Okle؛ زادهٔ ۱ ژانویهٔ ۱۹۸۳) بازیکن فوتبال اهل آلمان است.
از باشگاه‌هایی که در آن بازی کرده‌است می‌توان به باشگاه فوتبال وی‌اف‌آر آلن اشاره کرد.